# Boomerang (Australia)
Boomerang fue un canal de televisión por suscripción australiano propiedad de Warner Bros. Discovery. Fue lanzado el 14 de marzo de 2004 en Australia. 
Cerró sus transmisiones el 13 de mayo de 2025 junto a la versión australiana de Cartoon Network.

## Marca
La versión australiana de Boomerang se lanzó el 14 de marzo de 2004 como parte del lanzamiento de Foxtel Digital, con una línea muy similar a la de la versión estadounidense y británica. Originalmente dedicado a la animación clásica de estudios como Hanna-Barbera, el canal se ha expandido para incluir una programación más contemporánea. Este canal está disponible como prueba gratuita en un paquete de entretenimiento de suscripción en Fetch TV por algunos ISP y se agregó el 26 de enero de 2017.  
El 1 de diciembre de 2012, Boomerang lanzó un aspecto renovado, utilizando el logotipo utilizado por Boomerang en Reino Unido y otros países europeos, y cambió su relación de aspecto de 4:3 a 16:9.
El 3 de noviembre de 2014, Boomerang estrenó un nuevo paquete gráfico con un nuevo logotipo como parte del relanzamiento y reenfoque del canal al nivel mundial, el cual comenzó con el canal en Latinoamérica.
La cadena, junto con Cartoon Network cerró el 13 de mayo de 2025. 

## Logos

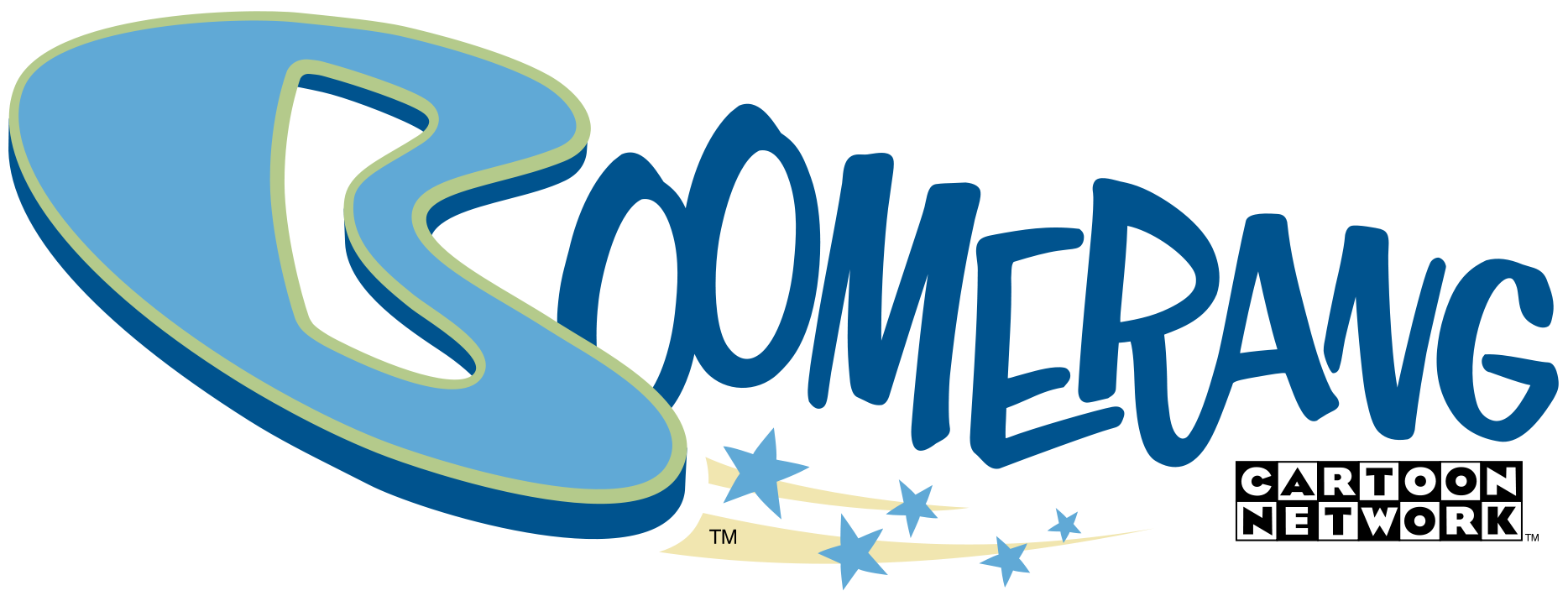
2004-2007
2012-2014
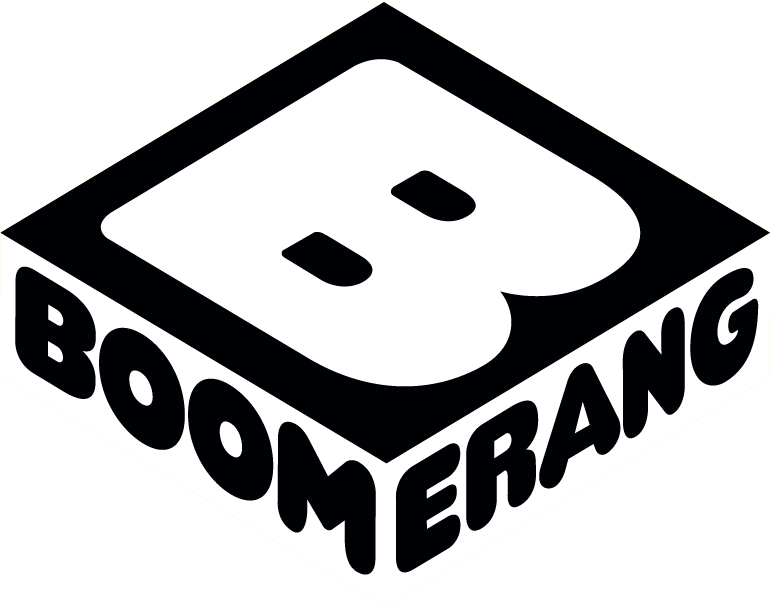
2014-2025